# Баба (мис)
39°29′ пн. ш. 26°10′ сх. д. / 39.483° пн. ш. 26.167° сх. д.
Ба́ба (тур. Baba Burnu) — мис на березі Егейського моря в Туреччині, крайня західна точка Азії.

## Історія
31 травня 1828 року флот повсталої Греції потопив тут 2 османські корвети, що стали під прикриття фортеці (див. Бій у мису Баба).